# Mercè Saurina Clavaguera
Mercè Saurina Clavaguera   (Girona, 12 de setembre de 1966) és una professora de secundària i escriptora catalana resident a Quart.
Va ser finalista del Premi de novel·la curta Just Manuel Casero de 2010 amb la seva primera novel·la Com llunes de Saturn, premi que va guanyar el 2023 amb Fugint dels camps de blat. El 2013 va guanyar el Premi de Novel·la Breu Ciutat de Mollerussa amb Rèquiem per a contrabaix, publicat per l'editorial Pagès el 2014.
També ha publicat els llibres de contes Entrades exhaurides. Històries de desamor quotidià i altres psicopaties (Brau 2015) i El color de la pèrdua (Brau 2022), i el poemari La mirada de l'altre. Un oasi de llum (Cal·lígraf, 2022), amb fotografies de l'artista Jofre Sebastian.